# Mordecai and the Rigbys
Mordecai N' the Rigbys (Mordecai y los Rigbys en Hispanoamérica y Mordecai y los Rigby España) es el duodécimo episodio de la primera temporada de Regular Show y es también el primer capítulo de final de temporada. En este episodio, Mordecai y Rigby del futuro vienen a ayudar a Mordecai y Rigby a practicar para una noche de micrófono abierto. La canción, "Party Tonight" escrita por Sean Szeles y la popular banda Mordecai y Los Rigbys es utilizada durante el episodio.
Este episodio ha recibido elogios de la crítica por su trama y la canción, y se convirtió en un video musical de acción real producida por Cartoon Network y lanzado en la web, y muchos sitios web de medios sociales, así cuando el espectáculo llegó a un millón de "me gusta" en Facebook. Una "secuela" o continuación del episodio denominado "Return of Mordecai and the Rigbys" fue transmitido durante el show de la quinta temporada, que se estrenó el 21 de abril del 2014.

## Sinopsis
Mordecai y Rigby ordenan camisetas falsas con su banda falsa "Mordecai y los Rigbys" impreso en ellos. Cuando Margarita ve a Rigby con su camisa, ella le pregunta si él y Mordecai se presentará en la noche de micrófono abierto de la cafetería. Con la esperanza de impresionar a Margarita, Mordecai habla con Rigby en rendimiento y sin éxito tratan de convertirse en músicos de rock expertos usando viejos discos de instrucción de Papaleta. Cuando Rigby intenta jugar todos los registros a la vez, aparecen sus versiones del futuro. Como son estrellas de rock de éxito diez años en el futuro, ayudan a Mordecai y Rigby a prepararse para la noche de micrófono abierto.
Mordecai y Rigby cantan "Party Tonight" en la cafetería, para sorpresa de todos, incluyendo los suyos. Cuando Mordecai deja caer su selección de la guitarra durante la canción, se da cuenta de que sus Yo del Futuro había utilizado una grabación anterior para compensar su falta de talento. Al descubrirlo, Mordecai detiene el rendimiento y confiesa a todos que él y Rigby realmente hacían playback, por tanto, por qué utilizan una grabación de audio. Mordecai tritura su camisa en el desafío de hacer trampa para convertirse en famosa haciendo que las futuras estrellas del rock para volver a su propio tiempo en una gran explosión en el escenario, Benson y la audiencia comienzan a felicitarlos y aplaudirles.
Margarita y Mordecai se reúnen después de la función, pero para disgusto de Mordecai, ella felizmente le presenta a su nuevo novio Ángel, un guitarrista popular que llevó a cabo antes que Mordecai y Rigby.

## Reparto de Voces
- J. G. Quintel - Mordecai, Mordecai Dentro de 10 Años
- William Salyers - Rigbone "Rigby", Rigby Dentro de 10 Años
- Mark Hamill - Pasotes "Skips" Quippenger, Louie
- Sam Marin - Benson Dunwoody, Papaleta Maellard, Mitch "Musculoso" Sorrenstein
- Janie Haddad - Margarita Smith
- Alejandro Urbán - Ángel